# Мистер Гаррисон
Ге́рберт Га́ррисон, более известный как ми́стер Га́ррисон (англ. Mr. Herbert Garrison) — персонаж мультсериала «Южный Парк», один из главных взрослых героев сериала. Начиная с эпизода «Новая модная вагина мистера Гаррисона», в котором этот персонаж сделал операцию по коррекции пола, и заканчивая эпизодом «Фу, член!», его звали Дже́нет Га́ррисон, более известной как ми́ссис Га́ррисон (англ. Mrs. Janet Garrison).
Имя мистера Гаррисона — Герберт — впервые упоминается в эпизоде «Сущность». Однако чуть ранее на обложке книги Гаррисона «Долина пенисов» можно прочесть имя «Этан Ф. Гаррисон» (англ. Ethan F. Garrison). Имя миссис Гаррисон, Дженет, впервые упоминается в эпизоде «D-Yikes!»; несмотря на то, что Дженет Гаррисон не была замужем, все называли её только миссис.
Мистер Гаррисон — третий (после Шефа и мисс Крабтри) взрослый персонаж, появляющийся в пилотном эпизоде сериала. В первых трёх и начале четвёртого сезона сериала мистер Гаррисон работал в качестве преподавателя в третьем классе, где учились главные герои сериала. В то время яркой его чертой стала скрытая гомосексуальность в сочетании с показной гомофобией. В четвёртом сезоне Герберт был уволен с работы после домогательств к Картману и стал популярен в качестве автора романа «Долина Пенисов»; однако после получения Гомопулитцеровской премии за книгу он начал вести жизнь отшельника. Но позже, признавшись себе в гомосексуальности, Герберт вернулся в город и преподавал сначала у дошкольников, а затем вновь у своего уже четвёртого класса. После коррекции пола миссис Гаррисон спустя некоторое время стала лесбиянкой, а вскоре вновь скорректировала свой пол. После Гаррисон осознал, что ему нравилось быть мужчиной, и он пошёл на экспериментальную операцию по выращиванию и пересадке донорского пениса. От других взрослых жителей Саут-Парка Гаррисон отличается ярко выраженным цинизмом.
В эпизоде «О Боже!», вышедшем сразу после неожиданной для создателей победы Дональда Трампа на выборах 2016 года, становится президентом США.
В DVD-комментариях и интервью Паркер и Стоун неоднократно упоминали, что считают образ Гаррисона своей большой удачей.
Номер дома Гаррисона — 16405.

## Биография

### Ранние годы

Герберт Гаррисон в детстве

Герберт Гаррисон родился в Арканзасе (этим объясняется южный акцент персонажа). Гаррисон показан ребёнком в эпизоде «Набор веса 4000» — он участвует в детском конкурсе талантов с плоской миниатюрой и проигрывает Кэти Ли Гиффорд. Согласно эпизоду «Сущность», Герберт обучался в колледже в Денвере, где получил степень магистра машиностроения. В эпизоде «Мамаша Картмана — грязная шлюха» можно увидеть более молодого Гаррисона — во флешбэке эпизода показаны события за девять лет до событий сериала; примечательно, что там у него коричневые волосы без лысины, хотя в эпизоде «Набор веса 4000» у Гаррисона-ребёнка уже седая голова с лысиной.

### Мистер Гаррисон (до коррекции пола)
С пилотной серии и до эпизода «Картман вступает в NAMBLA» мистер Гаррисон преподаёт в Начальной школе Саут-Парка у третьего класса. Он лишь один раз уходит с работы — после операции по изменению формы носа в Ринопластической клинике Тома мистер Гаррисон становится моделью. Однако вскоре карьера модели и любимца женщин утомляет Гаррисона, и после увольнения и гибели заменявшей его мисс Элен Герберт снова начинает преподавать.
В эпизоде «Набор веса 4000» мистер Гаррисон был арестован за попытку убить Кэти Ли Гиффорд в отместку за психологическую травму на детском конкурсе талантов. Ему не удаётся её убить — пуля попадает в Кенни.
С детства мистер Гаррисон носит на руке куклу по имени мистер Шляпа. Во время потери мистера Шляпы в эпизоде «Лето — отстой» мистер Гаррисон впал в тяжёлую депрессию, с которой справился сначала общением с новой куклой по имени мистер Прутик, а потом — благодаря возвращению мистера Шляпы.
Во время событий американо-канадской войны мистер Гаррисон погиб, но воскрес, так как последствия всех событий, произошедших во время неё, были ликвидированы благодаря Кенни (фильм «Южный Парк: больше, длиннее и без купюр»). Также мистер Гаррисон поучаствовал в этой войне в качестве палача на казни Терренса и Филлипа.
В эпизоде «Алый знак веселья» мистер Гаррисон вместе с остальными мужчинами города ушёл в многодневный запой, в ходе которого они под предводительством Картмана переиграли Гражданскую войну на стороне южан.
В эпизоде «Всемирный флейтовый концерт» мистер Гаррисон против своей воли отправляется домой, в Арканзас, и встречается со своими родителями. Он не хотел этого делать из-за психологической травмы, вызванной тем, что его отец в детстве никогда к нему не приставал. В сочетании с гомосексуальными мыслями это вызвало у мистера Гаррисона уверенность, что отец не приставал к нему, потому что не любил. Отец, поняв, в чём проблема сына, решил проблему — он не решился сам заняться сексом с сыном, а подослал к нему музыканта Кенни Джи. Таким образом, мистер Гаррисон лишился этого комплекса.
В эпизоде «Картман вступает в NAMBLA» мистер Гаррисон общался в анонимном чате с Картманом; тот «искал себе взрослых друзей», что Герберт воспринял как поиски мальчиком взрослого для секса. Гаррисон назначил Эрику встречу в доках Южного Парка, где был пойман и в результате попал в тюрьму за педофилию. Это стало причиной отправки Гаррисона школой «в отпуск за собственный счёт на неопределённое время». После консультации у мистера Маки Гаррисон решил отвлечься, написав эротическую книгу. Хотя Гаррисон хотел сделать свою книгу гетеросексуальной, в этом романе под названием «Аллея пенисов» (пародия на книгу Жаклин Сюзанн «Долина кукол») слово «пенис» было использовано 6083 раза. Эта книга получила «Гомопулитцеровскую премию» и была названа «лучшим гомоэротическим романом со времён „Гекльберри Финна“».
Не выдержав такого удара и продолжая сопротивляться собственной гомосексуальности, Гаррисон ушёл в горы жить отшельником. Когда мисс Заглотник пришла к нему, чтобы он обучил её общению со школьниками, он зашёл в загадочное дерево, где встретил свою гомосексуальную сторону, после чего вернулся в город и признался всем в том, что является геем. После этого Герберта устроили преподавать к дошкольникам. Также на некоторое время Герберт стал успешным предпринимателем, продавая изобретённую им машину «Это» (англ. It), которая была запрещена правительством (эпизод «Сущность»).
В эпизоде «Концлагерь терпимости», спустя недолгое время после смерти мисс Заглотник, Гаррисон устроился работать в свой четвёртый класс. Узнав, что на собственном увольнении по причине нетерпимости к меньшинствам он может заработать большие деньги, Гаррисон приводит работать в школу своего любовника и БДСМ-слугу мистера Мазохиста. Однако Гаррисон не добивается увольнения, а за своё поведение проводит неделю в «Концлагере терпимости».
Мистер Гаррисон левша.

### Миссис Гаррисон
В эпизоде «Новая модная вагина мистера Гаррисона» мистер Гаррисон делает операцию по коррекции пола и становится женщиной. После этого её бросает мистер Мазохист по причине того, что Гаррисон даже не посоветовался с ним, а также потому, что он любит только мужчин. Однако миссис Гаррисон сохраняет чувства к нему, а в эпизоде «Следи за яйцом!», узнав, что Мазохист выходит замуж за Большого Эла-гомосека, из ревности безуспешно пытается запретить однополые браки.

Миссис Гаррисон и Элисон

После того, как миссис Гаррисон поняла, что у неё не будет менструаций и она не может забеременеть, она захотела стать обратно мужчиной, однако ей это не удалось, так как её тестикулы были пересажены в колени Кайлу, где лопнули во время прыжка. Однако миссис Гаррисон решает, что «лучше быть женщиной без месячных, чем пендосом», и начинает заводить случайные половые связи с мужчинами. После отношений с Ричардом Докинзом и разочарования в мужчинах у миссис Гаррисон происходит лесбийский опыт с женщиной по имени Элисон и она официально объявляет себя лесбиянкой. В качестве завсегдатая лесбийского клуба «Les Bos» в серии «D-Yikes!» миссис Гаррисон помогает защитить его от покупки персами. К концу эпизода у миссис Гаррисон случаются сексуальные отношения как минимум с двумя женщинами.
Однако превращение миссис Гаррисон в лесбиянку входит в противоречие с эпизодом «Тампоны из волос чероки», где Гаррисон при всём желании не смог начать фантазировать о женском теле.

### Мистер Гаррисон (после коррекции пола)
В эпизоде «Фу, член!» миссис Гаррисон вновь делает операцию по коррекции пола и становится мужчиной, приобретая при этом нового «друга» — мышь, на спине которой выращивался новый пенис Гаррисона.

## Характер

Мистер Гаррисон и изобретённая им машина «Это»

Мистер (миссис) Гаррисон в целом — циничная и самовлюблённая личность с некоторыми психическими отклонениями и готовая пойти на что угодно ради достижения своих целей и реализации прихоти. Миссис Гаррисон как до, так и после перемены пола всегда защищает то, что ему выгодно: когда Герберт был гомосексуалом, он рьяно защищал права гомосексуалов, когда стал женщиной, — стал всячески противостоять правам тех, к кому недавно принадлежал. Мистер Гаррисон, в отличие от множества наивных взрослых города, циничен и прагматичен: например, в эпизоде «Лестница в небо» он единственный, кто не умиляется во время постройки детьми лестницы в небо, а, когда множество взрослых уговаривают Эрика отправиться в лагерь для толстяков, он оказывается единственным, кто приходит не посочувствовать ему, а из желания посмотреть на выражение его лица. Также Гаррисон отличается расизмом: на каждое Рождество Герберт предлагал выгнать из города всех мексиканцев, считает немцев ошибкой господа Бога, а его кукла мистер Шляпа была членом Ку-клукс-клана. Кроме того, в неканоническом эпизоде «Классические рождественские песни от мистера Хэнки» мистер Гаррисон поёт песню о том, как под Рождество ездит по миру и издевается над теми, кто не верит в Иисуса. Эта песня, «Merry Fucking Christmas», вошла на диск «Mr. Hankey's Christmas Classics».

### Мистер Гаррисон как преподаватель
Во множестве серий мистер/миссис Гаррисон показан как некомпетентный преподаватель, задающий странные и нелепые задания: например, он восемь дней подряд показывает третьему классу телешоу «Barnaby Jones», спрашивает, почему Чабби Чекер ушёл из The Beatles в 1972 году, говорит, что Христофор Колумб освободил евреев от Наполеона и открыл Францию, а религиозные чувства мусульман надо уважать, потому что у них запрещена мастурбация. Когда миссис Гаррисон чем-нибудь недовольна, она может задать выучить за день шестьсот страниц учебника или за выходные прочесть «Старика и море» и написать о книге эссе. С другой стороны, иногда Гаррисон рассказывает ученикам о реальных и важных вопросах — таких как теория эволюции, сталинизм или коммунизм. Если сделать скидку на цинизм и другие особенности личности, в целом миссис Гаррисон очень искренне и близко к сердцу воспринимает свою работу.

### Скрытая гомосексуальность (1-4 сезоны)

Мистер Гаррисон в возрасте около 30 лет

Главным комплексом Гаррисона в первых сезонах является его скрытая гомосексуальность. Несмотря на то что он всячески это отрицает, намёки на это в сериале начинаются вплоть с четвёртого эпизода «Большой Эл-гомосек и его гомояхта»: Герберт рассказывает Стэну о том, что все геи — нелюди и чудовища, на что чуть позже Шеф замечает: «Да ты же сам голубой». В серии «Мамаша Картмана — грязная шлюха» видно, что Джимбо также уверен в гомосексуальности Гаррисона; когда во флешбэке Гаррисон пристаёт к Лиэн Картман, его настоящей целью является групповой секс с ней и с Шефом, и Герберт оказывается очень разочарован, что Шеф отказывается.
Помимо скрытой гомосексуальности, Гаррисон отличается огромным количеством сексуальных отклонений: он как минимум дважды занимался любовью с животными (с Флаффи в эпизоде «Слон занимается любовью со свиньёй», причём у неё рождается напоминающий мистера Гаррисона поросёнок, и с голубем в эпизоде «Яковозавры»), имеет склонность к педофилии (знакомство в чате с Картманом) и инцесту (желание заняться любовью с отцом). В эпизоде «Солёные шоколадные яйца Шефа» дети встречают мистера Гаррисона плавающим с аквалангом в нечистотах в канализации (некоторые фанаты, впрочем, предполагают, что там Гаррисон искал мистера Шляпу).
Гомосексуальность Герберта находила выражение в его куклах — мистере Шляпе и мистере Прутике, ведь одновременно с появлением у него любовника мистер Шляпа исчезает. Также на консультации у психолога мистер Гаррисон признаётся, что «у мистера Шляпы были гомосексуальные фантазии». Судя по эпизоду «Тампоны из волос чероки», мастурбацию во время мыслей о мужском теле Гаррисон также приписывал мистеру Шляпе.
Многократно Гаррисон начинал доказывать другим, что обожает женщин. В эпизоде «Суккуб» он рассказывает детям, что постоянно заводит отношения с женщинами на одну ночь (когда дети уходят, мистер Шляпа «говорит» Гаррисону: «Кого ты обманываешь?»), а в эпизоде «Тампоны из волос чероки» рассказывает мистеру Мэки, что помешан на сексе с женщинами.

### Открытая гомосексуальность (4-8 сезоны)
После того, как в серии «Четвёртый класс» мистер Гаррисон встречает «свою голубую половину» и признаётся себе в гомосексуальности, он счастлив от того, что может рассказать всем, что он — гей. Даже детсадовцам, к которым он поступает преподавать, мистер Гаррисон подробно рассказывает историю своего каминг-аута и даже секса с отцом. В эпизоде «Большая общественная проблема» Гаррисон объясняет всем, что он единственный, кто может свободно произносить слово «fag» (в русском переводе — «пидор»), потому что сам такой, и ходит по улицам, распевая прохожим: «Hey, there, shitty shitty fag» (Эй, ты, говённый пидор).
В серии «Правильное использование презерватива» показано, как мистер Гаррисон преподаёт у малышей сексуальное воспитание. Он подробно рассказывает им о множестве иногда довольно своеобразных сексуальных позиций и заставляет их выучивать названия наизусть. В конце серии, когда Шеф доказывает ненужность сексуального воспитания в младшей школе, он говорит: «Что, если обучать ваших детей будет просто какой-нибудь извращенец?» — после чего все смотрят на мистера Гаррисона.
Когда мистер Гаррисон изобретает машину для быстрого передвижения на большие расстояния, названную просто «Это», её устройство включает ручку, входящую в анус, ручку, которую надо сосать ртом, и ещё две, очень напоминающие мужские пенисы. При этом ручки в анус и в рот даже не являются необходимыми для управления машиной — просто мистер Гаррисон уверен, что без этого неинтересно.
Сочетание обычной гомосексуальности и ещё множества извращений в личности мистера Гаррисона отмечается, например, Шефом, когда он говорит: «Дети, существует огромная разница между голубыми и мистером Гаррисоном» (дети, находящиеся в ужасе от поведения мистера Гаррисона, решили, что стали гомофобами).

### Миссис Гаррисон
Даже после операции «вагинопластика» и коррекции пола у Гаррисона остаются мужской голос и короткая причёска с лысиной. Однако, несмотря на это, миссис Гаррисон всегда патетично утверждает: «Я женщина!» (хотя многие продолжают обращаться к ней «мистер»), стремится к сексу с мужчинами и хочет показывать им свою грудь (которая выглядит довольно уродливо). Периодически миссис Гаррисон делает заявления вроде «Я, как женщина, против шовинистических конкурсов красоты» или «Ничто не делает мою вагину такой влажной, как пениc чернокожего».

## Взаимоотношения

### Мистер Шляпа

Мистер Шляпа

Мистер Шляпа (англ. Mr. Hat) — кукла, которую мистер Гаррисон носит на руке большую часть своей жизни (с детства до возвращения преподавателем в четвёртый класс). Он является пародией на куклу «Высокая шляпа» (англ. High Hat), которую используют для преподавания детям основ грамматики и алфавита. Ещё один источник для этого образа — один из школьных учителей Трея Паркера, использовавший похожую куклу.
В первом эпизоде мистер Шляпа появляется как кукла, которую мистер Гаррисон использует при ведении урока (это единственный эпизод, где у мистера Шляпы нет глаз); однако в последующих сериях становится ясно, что мистер Шляпа — нечто большее. Мистер Шляпа — это и выражение тайной гомосексуальности Гаррисона (как говорит психотерапевт доктор Катц в серии «Лето — отстой»), и его лучший (если не единственный) друг, с которым он продолжает «разговаривать», оставаясь в одиночестве, а во многих сериях — одушевлённое и обладающее собственной волей существо. Так, в эпизоде «Шефская помощь» мистер Шляпа оказывается способен вести машину, на которой он приезжает в тюрьму и освобождает мистера Гаррисона и Шефа (Шеф это комментирует фразой «Каким хреном он достал до педали газа?»). В эпизоде «Всемирный флейтовый концерт» мистер Шляпа дерётся с мистером Маки. Также мистер Шляпа способен вращать глазами. В эпизоде «Шеф теряет терпение» мистер Шляпа показан как член Ку-клукс-клана (причём, когда Гаррисон отказывается идти с ним на очередное собрание, тот уходит сам). Возможно, мистер Шляпа является немного ненормальным — ведь именно он заставляет мистера Гаррисона совершить покушение на Кэти Ли Гиффорд в эпизоде «Набор веса 4000» (хотя возможно, что это лишь проекция собственных отклонений мистера Гаррисона). В серии «Четвёртый класс» мистер Шляпа показан с седой бородой.
Мистер Шляпа несколько раз уходит от мистера Гаррисона. После американо-канадской войны его берёт к себе Сатана в качестве замены Саддаму Хусейну (фильм «Саут-Парк: большой, длинный и необрезанный»), однако никаких намёков на это в эпизодах нет. Как говорится в официальном FAQ по сериалу, после короткого романа с Сатаной мистер Шляпа вернулся к Герберту. Здесь заметен ещё один намёк на одушевлённость мистера Шляпы — когда Сатана говорит с ним, голос мистера Шляпы почти идентичен тому, каким он «говорит» с мистером Гаррисоном. В эпизоде «Лето — отстой» мистер Шляпа покидает мистера Гаррисона; сначала мы видим его в бане, общающимся с Бреттом Фавром, а затем он пытается убить нового друга мистера Гаррисона — мистера Прутика.
То, что мистер Шляпа — не просто олицетворение гомосексуальной стороны мистера Гаррисона, доказывает уже тот факт, что после каминг-аута Герберта Шляпа не исчезает. Мистер Гаррисон продолжает ходить с ним и использует его в преподавании у детсадовцев. В начале эпизода «Лагерь смерти и терпимости» мистер Гаррисон появляется в кабинете директрисы Виктории с мистером Шляпой. Однако после появления мистера Мазохиста мистер Шляпа исчезает без объяснения причин; мистер Гаррисон говорит, что решил, что «четвероклассники его переросли», что странно, если считать мистера Шляпу одушевлённой личностью и другом Гаррисона. В игре «South Park: The Stick Of Truth» мистера Шляпу можно найти в прямой кишке мистера Мазохиста.

### Мистер Прутик

Мистер Прутик

Мистер Прутик (в переводе Гоблина: в переводе МТВ Мистер Щепка, Рен-ТВ Мистер Сучок; англ. Mr. Twig) — веточка, одетая в пурпурную маечку с розовым треугольником; кукла, которая заменила мистеру Гаррисону мистера Шляпу с эпизода «Лето — отстой» по эпизод «Шефская помощь». Голос мистера Прутика идентичен голосу мистера Шляпы за исключением его последней сцены в эпизоде «Шефская помощь», когда он говорит с французским акцентом. В отличие от мистера Шляпы, мистер Прутик ни разу не проявил признаков самостоятельных действий. Мистер Прутик не особо нравился ученикам третьего класса, которые требовали вернуть мистера Шляпу. В конце концов мистер Гаррисон и сам понимает, что любит мистера Шляпу, и после слов мистера Прутика «следуй тому, что говорит сердце» возвращается к своей первой кукле.

### Мистер Мазохист
После появления в сериале и вплоть до эпизода «Новая модная вагина мистера Гаррисона» мистер Мазохист обычно появляется вместе с мистером Гаррисоном, и они предстают вполне органичной гомосексуальной парой. В эпизоде «Концлагерь терпимости» Гаррисон добивается увольнения, желая выиграть у школы денег в суде, объявив, что его уволили за гомосексуальность. Для этого Гаррисон пытается вести себя предельно мерзко: на глазах у учеников совершает с мистером Мазохистом множество непристойных действий, вплоть до засовывания ему в задницу хомячка.
После разрыва в отношениях миссис Гаррисон продолжала сохранять чувства к мистеру Мазохисту. Также мистер Мазохист появляется в серии «Кольцо» на концерте Jonas Brothers, куда обычно ходят маленькие девочки.

### Ричард Докинз
В эпизоде «Вперёд, Бог, вперёд» миссис Гаррисон наотрез отказывается преподавать в своём классе теорию эволюции, объясняя это тем, что, если верить в эволюцию, все вокруг — обезьяны, а она не обезьяна, а женщина. Для преподавания этой теории на замену Дженет в школу приглашают Ричарда Докинза; та сначала противостоит ему, но затем он признаётся ей, что восхищается, как у простой женщины могут быть такие мужские качества (он не знает о том, что Дженет ранее была мужчиной). У них начинаются отношения (в эпизоде даже показан их коитус), Дженет под влиянием Докинза становится атеисткой и начинает активно пропагандировать атеизм. Когда в параллельном сюжете эпизода замороженный Картман попадает в далёкое будущее, он узнаёт, что благодаря сочетанию мыслей Докинза и напористости Гаррисона весь мир стал атеистическим, и теперь разные направления атеизма воюют за ответ на «Главный вопрос».
В продолжении этой серии — «Вперёд, Бог, вперёд XII» — Картман звонит по временному телефону в прошлое в тот момент, когда Докинз и миссис Гаррисон впервые занимаются сексом. Он просит позвать к телефону мистера Гаррисона, а потом уточняет, что мистер Гаррисон — это миссис Гаррисон до операции по коррекции пола. Докинз в ужасе убегает от миссис Гаррисон, и та возвращается в свою религию. Поскольку именно миссис Гаррисон принадлежала идея насаждения атеизма по всему миру, будущее меняется.

### С жителями города
Мистер Гаррисон всегда являлся завсегдатаем бара Южного Парка и часто представал как часть компании мужчин города. Тем не менее особенно близких дружеских отношений ни с кем у него не было, а в нескольких эпизодах показано неприязненное отношение горожан: мистер Маки зло разыгрывает его в эпизоде «Лето — отстой», Шеф обычно держал в общении с Гаррисоном некоторую дистанцию. Однако в целом как до, так и после признания в своей ориентации мистер Гаррисон общается с остальными мужчинами Саут-Парка.
После коррекции пола миссис Гаррисон пытается «по-девичьи» болтать и общаться с девушками Саут-Парка, но, видимо, это ей не особенно удаётся — они смотрят на неё настороженно и неприязненно. А в нескольких поздних сериях миссис Гаррисон можно увидеть общающейся с кем-нибудь из прежней мужской компании.
Во многих сериях говорится, что бесконечные сексуальные проблемы и извращения Гаррисона всем надоели. К примеру, в эпизоде «Шефская помощь» его арестовывают как извращенца, а в эпизоде «D-Yikes!» происходит диалог с мэром: 
— Вы теперь лесбиянка?
— Да, и горжусь этим!